# Oriocalotes paulus
Oriocalotes paulus là một loài thằn lằn trong họ Agamidae. Loài này được Smith mô tả khoa học đầu tiên năm 1935.